# Latirus fenestratus
Latirus fenestratus es una especie de caracol de mar, un molusco gasterópodo marino de la familia Fasciolariidae.